# Ивановка (Калачинский район)
Ива́новка — село в Калачинском районе Омской области России. Административный центр Ивановского сельского поселения.

## География
Село находится к северу от федеральной автодороги Р-254 «Иртыш», на расстоянии 43 км к северо-востоку от города Калачинск, административного центра района, и 122 км (по железной дороге) к северо-востоку от города Омск, административного центра области.

### Часовой пояс
Село Ивановка, как и вся Омская область, находится в часовой зоне МСК+3. Смещение применяемого времени относительно UTC составляет +6:00.

## История
Основано в 1892 году. В 1928 году деревня состояла из 125 хозяйств, основное население — эсты. В административном отношении являлась центром Ивановского сельсовета Калачинский район Омского округа Сибирского края.

## Население
| 2002 | 2010  |
| ---- | ----- |
| 1381 | ↘1101 |

## Улицы
| - ул. Водопроводная, - ул. Вокзальная, - ул. Железнодорожная, - ул. Заводская, - ул. Зелёная, - ул. Колхозная, | - пер. Колхозный, - ул. Новая, - ул. Озерная, - пер. Озерный, - ул. Октябрьская, - ул. Почтовая, | - ул. Пролетарская, - ул. Рабочая, - ул. Садовая, - ул. Северная, - ул. Советская, - пер. Советский. |

## Транспорт
Железнодорожная станция на линии Омск — Татарская главного хода Транссиба.

## Известные уроженцы
- Казак, Валерий Николаевич (род. 1944) — советский и российский художник декоративно-прикладного искусства.